# 上塩谷村
上塩谷村（かみしおだにむら）は、かつて新潟県古志郡にあった村。

## 沿革
- 1889年（明治22年）4月1日 - 町村制施行に伴い、古志郡滝ノ口村、山葵谷村、島田村、島田村八兵衛外新田、本所村、入塩川村が合併し、上塩谷村が発足。
- 1901年（明治34年）11月1日 - 古志郡上塩村と合併し、上塩谷村を新設。
- 1954年（昭和29年）6月1日 - 古志郡栃尾町に編入され消滅。栃尾町は即日市制施行して栃尾市となる。
- 2006年（平成18年）1月1日 - 栃尾市が与板町, 和島村, 寺泊町と共に長岡市へ編入される。